# Tanjung Kemala (Buay Pematang Ribu Ranau Tengah)
Tanjung Kemala is een bestuurslaag in het regentschap Ogan Komering Ulu Selatan van de provincie Zuid-Sumatra, Indonesië. Tanjung Kemala telt 544 inwoners (volkstelling 2010).